# Che - The Argentine
Che - The Argentine is een biografische dramafilm uit 2008 over Che Guevara van regisseur Steven Soderbergh. Ze kreeg datzelfde jaar een vervolg genaamd Guerrilla. Beide films heten ook wel Che: Part One en Che: Part Two.
Soderbergh werd voor beide films samen genomineerd voor de Gouden Palm op het Filmfestival van Cannes, waar hoofdrolspeler Benicio Del Toro daadwerkelijk de prijs voor beste acteur kreeg (ook voor beide titels samen). Del Toro won voor zijn rol in The Argentine tevens een Goya Award, evenals productie-ontwerper Antxtón Gómez.

## Verhaal
De film vertelt het verhaal van de Argentijns marxistische revolutionair Ernesto 'Che' Guevara, die in in 1959 samen met Cubaanse rebellen onder leiding van Fidel Castro het regime van dictator Fulgencio Batista omver wierp.

## Rolverdeling
- Benicio Del Toro - Ernesto 'Che' Guevara
- Demián Bichir - Fidel Castro
- Santiago Cabrera - Camilo Cienfuegos
- Vladimir Cruz - Ramiro Valdés Menéndez
- Alfredo De Quesada - Israël Pardo
- Jsu Garcia - Jorge Sotús
- Kahlil Mendez - Leonardo Tamayo Núñez
- Elvira Mínguez - Celia Sánchez
- Andres Munar - Joel Iglesias Leyva
- Julia Ormond - Lisa Howard
- Jorge Perugorría - Vilo
- Édgar Ramírez - Ciro Redondo García
- Victor Rasuk - Rogelio Acevedo
- Othello Rensoli - Pombo
- Armando Riesco - Benigno
- Catalina Sandino Moreno - Aleida March
- Rodrigo Santoro - Raúl Castro
- Yul Vazquez - Alejandro Ramírez

## Trivialiteiten
- Steven Soderbergh en Benicio Del Toro werkten eerder samen aan de film Traffic. Soderbergh won een Oscar voor zijn werk als regisseur en Del Toro won een Oscar voor de rol van Javier Rodriguez.